# Machimus chrysitis
Machimus chrysitis là một loài ruồi trong họ Asilidae. Machimus chrysitis được Meigen miêu tả năm 1820.

## Hình ảnh

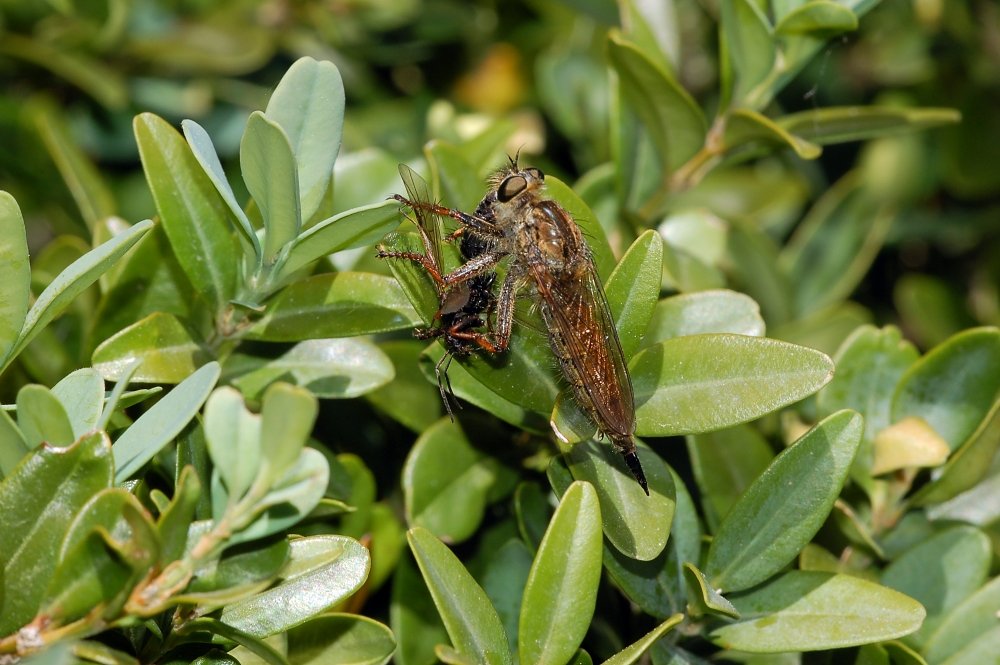
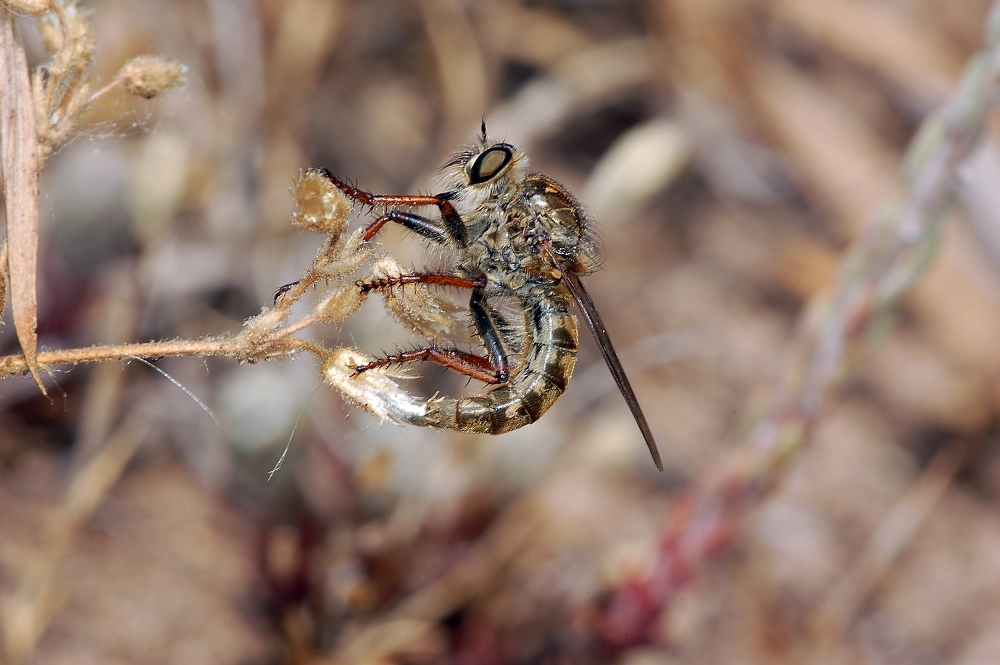
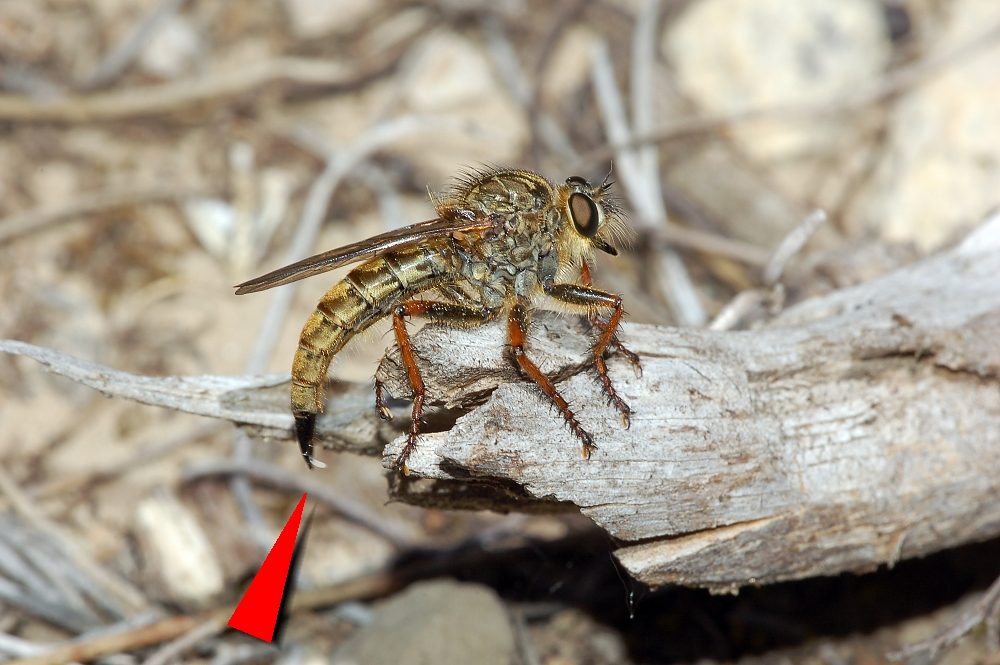
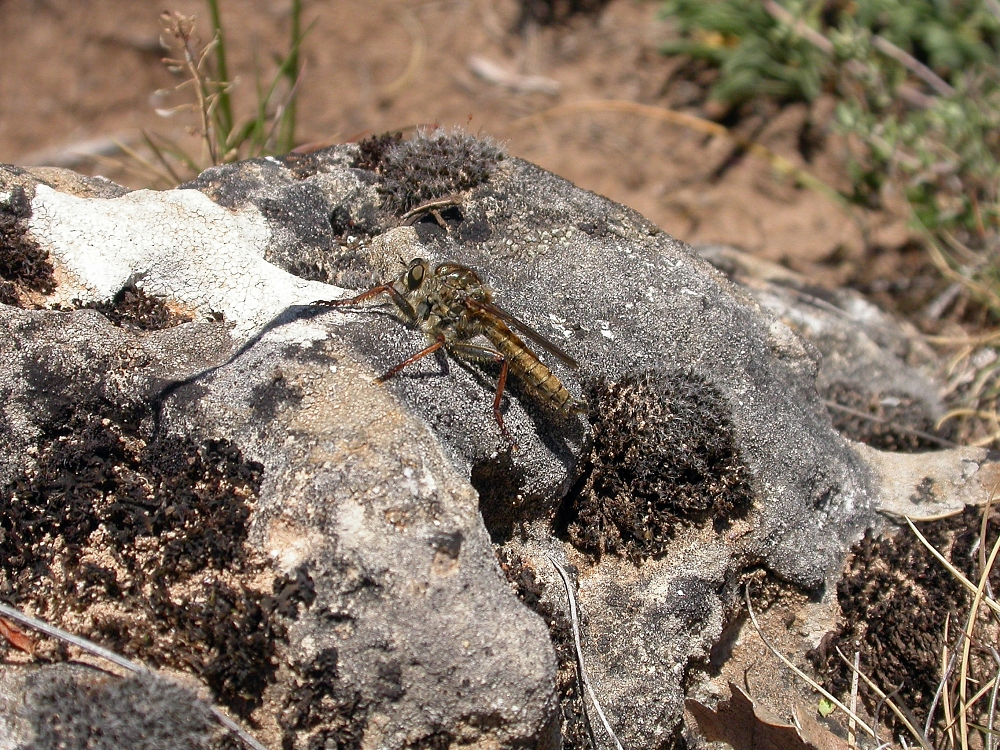